# Ataxia setulosa
Ataxia setulosa är en skalbaggsart som beskrevs av Henry Clinton Fall 1907. Ataxia setulosa ingår i släktet Ataxia och familjen långhorningar. Inga underarter finns listade.